# سامر جسار
سامر محمد جميل جسار ولد في (9 سبتمبر 1989) هو لاعب كرة سلة محترف من قرية جت القابعة في فلسطين 206 سم ووزنه يتراوح بين الـ 100 والـ 105.
لعب سامر في بداية مشواره في فرقة كرة سلة في قريته جت المثلث ضمن «هبوعيل جت للصغار» في العام 1999-2000، ثم «هبوعيل جت للناشئين» في الأعوام 2000-2003، و«هبوعيل جت للشبيبة» في الأعوام 2003-2006.
انتقل بعد ذلك للعب في الدرجة الممتازة ضمن فريق «هبوعيل جان شموئل» في العام 2006-2007 هو واثنين من شركائه من نفس القرية، محمد عبد الرحيم وتد وصفوت صالح غرة.
نال على جائزة ومنصب احسن لاعب طويل في دوري الدرجة الممتازة (شمال). لعب في اولستار 2007 (لعبة النجوم) بين فريق الدوري الشمالي للدوري الجنوبي، اختير فيها احسن 24 لاعب من الدوري والتي اقيمت في مدينة كفارسابا واختير ان يفتح بتشكيلة فريق الشمال ضد فريق الجنوب. سامر يحمل الرقم القياسي لصد الكرات في لعبة الأولستار للعام العاشر على التوالي وهي 5 صدات.
لعب سامر ضمن منتخب الشبيبة «في بطولة أوروبا لكرة السلة حتى جيل 18» في مدريد عاصمة إسبانيا عام 2007.
وتم اختياره أيضاً ضمن منتخب الشبيبة ليلعب في بطولة أوروبا لكرة السلة في اليونان حتى جيل 20 عاماً صيف 2009.
انضم سامر عام 2007 إلى دوري الكليات في الولايات المتحدة ضمن فريق كلية «لي» ولعب هناك حتى صيف 2009.
دعت شركة اديداس العالمية في صيف 2008 إلى معسكر تدريبي عالمي مع لاعبي NBA ولاعبي دوري الكليات، اختير سامر لأفضل 12 لاعب في أوروبا ولعب ضمن منتخب أوروبا ضد منتخبات أمريكيا، أفريقيا، كندا، أمريكيا الجنوبية واسيا. اختير سامر لأحسن 20 لاعب عالميا في المعسكر الذي ضم أكثر من احسن 150 لاعب في العالم.
انضم سامر عام 2009 إلى بارتون كولج ولعب عناك لمدة موسم واحد
انضم سامر إلى جامعة بايكر في كانساس عام 2010.
لعب سامر ضمن منتخب الأولمبي حتى جيل 25، في بطولة العالم في مدينة شين زن الصينية.

## تاريخ الفرق التي لعب فيها
| السنة     | الفريق                    | المكان                   | الدوري                              |
| --------- | ------------------------- | ------------------------ | ----------------------------------- |
| 1999-2000 | هبوعيل جت للصغار          | جت المثلث، فلسطين        | الدوري الإقليمي هشارون              |
| 2000-2003 | هبوعيل جت للناشئين        | جت المثلث، فلسطين        | الدوري الإقليمي هشارون              |
| 2003-2006 | هبوعيل جت للشبيبة         | جت المثلث، فلسطين        | الدوري الإقليمي هشارون              |
| 2006-2007 | هبوعيل جان شموئل للشبيبة  | غان شموئل،فلسطين         | الدوري الممتاز                      |
| 2007      | منتخب إسرائيل للشبيبة     | مدريد، أسبانيا           | بطولة أوروبا لكرة السلة حتى 18 عام  |
| 2007-2009 | فريق كلية "لي" الأكاديمية | ماين، الولايات المتحدة   | دوري الكليات الأمريكي               |
| 2009      | منتخب إسرائيل حتى 20 عامًا | اثينا، يونان             | بطولة أوروبا لكرة السلة حتى 20 عامًا |
| 2009-2010 | فريق كلية بارتون كولج     | كانساس، الولايات المتحدة | دوري الكليات الأمريكي               |
| 2010-2014 | فريق جامعة بايكر          | كانساس، الولايات المتحدة | دوري الكليات الأمريكي               |